# Sheila Jasanoff

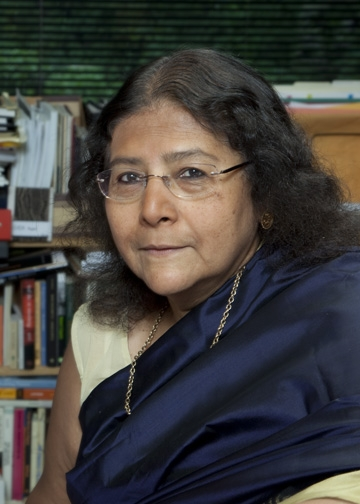
Sheila Jasanoff 2010

Sheila Sen Jasanoff (* 15. Februar 1944 in Kalkutta) ist eine indischstämmige US-amerikanische Wissenschaftshistorikerin, Wissenschaftssoziologin und -philosophin, Linguistin und Juristin. Sie gilt als eine Begründerin der Science and Technology Studies (STS).

## Leben
Sheila Jasanoff studierte an der Harvard University mit dem Bachelor-Abschluss in Mathematik 1964 und der Promotion 1973 in Linguistik mit einer Dissertation über die Grammatik des Bengalischen. Außerdem wurde sie in Harvard in Jura promoviert (1976) und hat einen Diplom-Abschluss in Linguistik der Universität Bonn (1966). Nach dem Jura-Studium war sie 1976 bis 1978 in der Kanzlei Bracken, Selig & Baram  Anschließend forschte sie bis 1984 in der Abteilung Progress in Science, Technology and Society (STS) der Cornell University, an der sie 1984 Associate Professor und 1990 Professor wurde (Gründungsprofessur des Lehrstuhls in STS) und 1991 bis 1998 das STS Programm leitete. Ab 1996 lehrte sie an der John F. Kennedy School of Government der Harvard University und gründete und leitete dort das STS Programm. 2002 wurde sie in Harvard Pforzeimer Professor of Science and Technology Studies.

## Werk
Sie befasst sich mit der Rolle der Wissenschaften und Technologie in Politik und auf juristischem Gebiet in modernen Demokratien, wie vergleichenden Studien des Gesundheitswesens, der Sicherheits- und Umweltregulierung in den USA und Europa, der US-amerikanischen Wissenschaftspolitik, den Verbindungen von Jura, Wissenschaft und Technologie, Risiko- und Kontrollpolitik im Bereich von Chemie (wie der Chemiekatastrophe von Bhopal), Biotechnologie und globaler Umweltpolitik und der Rolle von Wissenschaftsberatern. Dabei führte sie die Idee der Ko-Produktion in Wissenschaft/Technologie und Gesellschaft ein, beide Bereiche beeinflussen sich wechselseitig stark und geben auch die Richtung der Gesellschaft vor.

## Ehrungen und Mitgliedschaften
1980 bis 1989 war sie Beraterin der Organization for Economic Cooperation and Development (OECD). 1985 bis 1991 war sie Mitglied der National Conference of Lawyers and Scientists der AAAS und der American Bar Associaton. 1993 war sie Adjunct Professor an der Boston University School of Law. 1990/91 war sie Gastprofessorin an der Yale University, 1999 an der Universität Kyōto, 1996 Visiting Scholar am Wolfson College in Oxford und 2001 bis 2002 war sie Fellow am Institute for Advanced Study in Berlin.
Sie war Guggenheim Fellow und ist Fellow der American Association for the Advancement of Science (AAAS) und war in deren Board of Directors. 1999 bis 2001 war sie Präsidentin der Society of Social Studies of Science. 2004 erhielt sie den J. D. Bernal Award, und sie erhielt den Reimar Lüst-Preis der Humboldt-Gesellschaft, den Albert O. Hirschman Prize des Social Science Research Council (SSRC), das Ehrenkreuz der Republik Österreich und 2022 den Holberg-Preis. Sie ist Ehrendoktorin der Universitäten Twente und Lüttich. Sie ist Mitglied der British Academy und der Königlich Dänischen Akademie der Wissenschaften.
Sie ist Mitglied des Council of Foreign Relations.

## Privates
Jasanoff ist eine Tochter des indischen Entwicklungsökonomen und Agraringenieurs Sudhir Sen (1907–1989) und seiner Ehefrau Kamala (1914–2005). Sie heiratete 1968 den Linguisten Jay Jasanoff und hat zwei Kinder, darunter die Historikerin Maya Jasanoff. Jasanoff hat die US-amerikanische Staatsbürgerschaft.

## Bücher
- mit Ronald Brickman, Thomas Ilgen: Controlling Chemicals. The Politics of Regulation in Europe and the United States. Cornell University Press, Ithaca, NY u. a. 1985, ISBN 0-8014-1677-9.
- Risk Management and Political Culture. A Comparative Study of Science in the Policy Context. Russell Sage Foundation, New York NY 1986, ISBN 0-87154-408-3.
- The Fifth Branch. Science Advisers as Policymakers. Harvard University Press, Cambridge MA u. a. 1990, ISBN 0-674-30061-0 (auch ins Chinesische übersetzt, 2010).
- als Herausgeberin: Learning From Disaster. Risk Management After Bhopal. University of Pennsylvania Press, Philadelphia PA 1994, ISBN 0-8122-3250-X.
- Science at the Bar. Law, Science, and Technology in America. Harvard University Press, Cambridge MA u. a. 1995, ISBN 0-674-79302-1 (auch ins Italienische und Koreanische übersetzt).
- als Herausgeberin mit Gerald E. Markle, James C. Petersen, Trevor Pinch: Handbook of Science and Technology Studies. Sage Publications, Thousand Oaks CA 1995, ISBN 0-8039-4021-1.
- als Herausgeberin: Comparative Science and Technology Policy (= The International Library of Comparative Public Policy. 5). Edward Elgar, Cheltenham u. a. 1997, ISBN 1-85898-424-6.
- als Mit-Herausgeberin: International Encyclopedia of the Social & Behavioral Sciences. Elsevier, Amsterdam u. a. 2001, ISBN 0-08-043076-7.
- als Herausgeberin mit Marybeth Long Martello (und Autorin): Earthly Politics. Local and Global in Environmental Governance. The MIT Press, Cambridge MA u. a. 2004, ISBN 0-262-10103-3.
- als Herausgeberin: States of Knowledge. The Co-Production of Science and Social Order. Routledge, London u. a. 2004, ISBN 0-415-40329-4 (Paperback 2007).
  - darin von Jasanoff: Ordering knowledge, ordering society. S. 13–54, (Kapitel 2).
- Designs on Nature. Science and Democracy in Europe and the United States. Princeton University Press, Princeton NJ u. a. 2005, ISBN 0-691-11811-6 (auch  ins Italienische übersetzt).
- als Herausgeberin: Reframing Rights. Bioconstitutionalism in the Genetic Age. The MIT Press, Cambridge MA u. a. 2011, ISBN 978-0-262-51627-3.
- Science and Public Reason. Routledge, Abingdon u. a. 2012, ISBN 978-0-415-52486-5 (Gesammelte Essays).
- mit Sang-Hyun Kim: Dreamscapes of Modernity. Sociotechnical Imaginaries and the Fabrication of Power. University of Chicago Press, Chicago IL u. a. 2015, ISBN 978-0-226-27649-6.
- The Ethics of Invention. Technology and the Human Future. Norton, New York NY u. a. 2016, ISBN 978-0-393-07899-2.
- Can Science make Sense of Life? Polity Press, Cambridge u. a 2019, ISBN 978-1-5095-2270-5.